# القائد الأعلى لقوات الأمن والشرطة
تم استخدام لقب قائد قوات الأمن والشرطة (SS- und Polizeiführer) لمنصب مسؤول كبير من النازيين الذي قاد وحدات كبيرة من شوتزشتافل وغيستابو والشرطة الألمانية الرسمية (شرطة النظام)، قبل وأثناء الحرب العالمية الثانية.
تم إنشاء ثلاثة مستويات لحاملي هذا اللقب (الرتبة\ المسمى الوظيفي):
- قائد الشوتزشتافل والشرطة SS- und Polizeiführer) SSPF)
- القائد الأعلى لشوتزشتافل والشرطة (Höherer SS- und Polizeiführer ، HSSPF، HSS-PF، HSSuPF)
- القائد الأكبر لشوتزشتافل والشرطة (Höchster SS- und Polizeiführer ، HöSSPF)

## التاريخ
تم تعيين أول قائد أعلى لقوات الأمن والشرطة في عام 1937  من متقلدي رتبة إس إس-اوباابشنت فوهرر الحاليين (قادة المناطق الرئيسية). كان الغرض من رتبة القائد الأعلى لقوات الأمن والشرطة هو أن تكون سلطة قيادة مباشرة لكل وحدة من وحدات قوات الأمن الخاصة والشرطة في منطقة جغرافية معينة مع هذه السلطة المرتبطة بزعيم الرايخ إس إس هاينريش هيملر وأدولف هتلر. كانوا بمثابة أعلى نقطة إتصال في عهد هيملر و«الموحد» لقيادة قوات الأمن الخاصة والشرطة في المنطقة.
داخل الرايخ، كان الرجل المسمى القائد الأعلى لشوتزشتافل والشرطة عادةً هو إس إس-اوباابشنت فوهرر لتلك المنطقة. في المناطق المحتلة، لم يكن هناك اوبابشنت، لذلك كان القائد الأعلى لشوتزشتافل والشرطة من تلقاء نفسه. ومع ذلك، كان لديهم شيء لم الرايخ مجموعة القائدة الأعلى لشوتزشتافل والشرطة - عدة قائدة الشوتزشتافل والشرطة (SSPF) ترسل التقارير لهم. كان هناك أثنين من القائد الأكبر لشوتزشتافل والشرطة. كانا إيطاليان (1943-1945) وأوكرانيان (1943-1944)، وكلاهما كان لهما تسميتان وظيفيتان مختلفتان القائد الأعلى لشوتزشتافل والشرطة وقائد الشوتزشتافل والشرطة.
قاد قادة قوات الأمن الخاصة والشرطة موظفي المقر مباشرة مع ممثلين عن كل فرع من فروع قوات الأمن الخاصة والشرطة الرسمية. ويشمل ذلك عادة أوردنونغسبوليزي (اوربو؛ الشرطة النظامية)، غيستابو (الشرطة السرية) وتوتنكوبف-إس إس (معسكرات الاعتقال النازية) والشرطة الأمنية الألمانية (جهاز المخابرات) وبعض وحدات وحدات فافن إس إس (الوحدات القتالية). عادةً ما يشغل معظم قادة قوات الأمن الخاصة والشرطة رتبة إس إس-جروبنفهر أو أعلى وارتبطو مباشرة مع هيملر في جميع الأمور المتعلقة بالخدمة الأمنية داخل منطقة مسؤوليتهم. كان دورهم هو أن يكونوا جزءًا من آلية التحكم في قوات الأمن الخاصة داخل الدولة التي تعمل على مراقبة السكان الألمان والإشراف على أنشطة رجال قوات الأمن الخاصة داخل كل مقاطعة.  يمكن أن يتخطى الرجال الموجودون في هذه المواقع السلسلة الرئيسية لقيادة المكاتب الإدارية في منطقتهم من أجل شوتزشتافل، والشرطة الأمنية الألمانية، وسيبو، وتوتنكوبف-إس إس وأوردنونغسبوليزي تحت «مظلة حالة الطوارئ»، وبالتالي الحصول على سيطرة تشغيلية مباشرة على هذه المجموعات. 
سمح هيملر بإنشاء قواعد الشوتزشتافل والشرطة (SS- und Polizeistützpunkte) في بولندا المحتلة والمناطق المحتلة في الاتحاد السوفيتي. كانت «مجمعات زراعية صناعية مسلحة». ليحافظون أيضًا على النظام في المناطق التي تم إنشاؤها. لم تتجاوز مرحلة التخطيط.
في عامي 1944 و 1945، تمت ترقية القائد (القادة) الأعلى لشوتزشتافل والشرطة HSSPF إلى رتبة جنرال في فافن إس إس من قبل هيملر. كانت هذه على ما يبدو محاولة لتوفير حماية محتملة بموجب قواعد الحرب في اتفاقية لاهاي.

## جرائم ضد الإنسانية
خدم قادة قوات الأمن الخاصة والشرطة كقادة للأي فرقة موت (أينزاتسغروبن) العاملة في مناطقهم. استتبع ذلك الأمر بمقتل عشرات الآلاف من الأشخاص، وبعد انتهاء الحرب العالمية الثانية، اتُهم معظم قادة قوات الأمن الخاصة والشرطة الذين خدموا في بولندا والاتحاد السوفيتي بارتكاب جرائم حرب وجرائم ضد الإنسانية.   

كان قادة قوات الأمن الخاصة والشرطة هم السلطة المشرفة على الأحياء اليهودية في بولندا، وبالتالي، قاموا بالتنسيق المباشر لعمليات الترحيل إلى معسكرات الإبادة النازية بمساعدة إدارية من مكتب الأمن الرئيسي للرايخ (الرشا). كان لديهم قيادة مباشرة على كتائب شرطة النظام وافواج والشرطة الأمنية الألمانية التي تم تكليفها بحراسة الأحياء اليهودية.   

## قائمة قائدة الشوتزشتافل والشرطة
ملاحظة – غالبًا ما يتم نقل الرجال وترقيتهم مع استمرار الحرب. قد تتغير مناطق القائد (القائد) الأعلى لشوتزشتافل والشرطة HSSPF نفسها، أو يتم دمجها، أو ينتهي وجودها، إلخ. هذه القائمة ليست شاملة بأي حال من الاحوال أو ظرف من الظروف.
HöSSPF
- كارل وولف – «إيطاليا»
- هانز أدولف براتسمان – «أوكرانيا»

HSSPF
- أوغست ميسنر – صربيا والجبل الأسود
- هيرمان بهرندز – صربيا والجبل الأسود
- أودو فون وورش – «إلبه»
- كارل اوبر – فرنسا
- إرنست كالتنبرونر – دوناو
- كارل هيرمان فرانك – محمية بوهيميا ومورافيا
- فريدريش جيكلين – شمال روسيا
- ريتشارد هيلدبراندت – البحر الأسود
- إرفين روسينر – شوتزشتافل النمسا
- أوديلو جلوبوسنيك – ساحل البحر الأدرياتيكي
- هانز ألبن رويتر – هولندا
- إريك فون ديم باك – روسيا الوسطى
- فيلهلم ريديس – النرويج
- غونتر بانك – الدنمارك
- يورغن ستروب، ثم والتر شيمانا، ثم هيرمان فرانز – اليونان
- فريدريش فيلهلم كروغر، ثم فيلهلم كوب – الحكومة العامة (بولندا)
- كارل فون إبرشتاين - منطقة ميونيخ الألمانية
- فرانز والتر ستاهليكر - ريشسكوميساريا أوستلاند (إستونيا ولاتفيا وليتوانيا وروسيا البيضاء)

SSPF
- يورغن ستروب – وارسو
- فرانز كوتشيرا – موجيلوف ووارسو
- جوليان شيرنر – كراكوف
- أوديلو جلوبوسنيك – لوبلان

### اقتباسات
1. ↑  Yerger, p. 22.
2. ↑  Yerger, pp. 22, 52.
3. ↑  Yerger, pp. 22–25.
4. ↑  Koehl 2004.
5. ↑  McNab 2009.
6. ↑  Ingrao, Charles W.; Szabo, Franz A. J. (2008). The Germans and the East. Purdue University Press, p. 288.
7. ↑  "Nuremberg Trial Proceedings Volume 20 day 195". Avalon Project, Yale Law School. مؤرشف من الأصل في 2019-10-22. اطلع عليه بتاريخ 2009-01-03.
8. ↑  Robert J. Hanyok, CENTER FOR CRYPTOLOGIC HISTORY NATIONAL SECURITY AGENCY (2005). "Eavesdropping on Hell: Historical Guide to Western Communications Intelligence and the Holocaust, 1939-1945" (PDF) (Second ed.). National Security Agency, United States Government. Retrieved 2011-03-20.
UNITED STATES CRYPTOLOGIC HISTORY, Series IV, Volume 9
The message is on page 52
"Decrypt of Police message [National Archives and Records Administration] (NARA), RG 457, HCC, Box 1386)" نسخة محفوظة 8 نوفمبر 2017 على موقع واي باك مشين.
9. ↑  Hanyok, NSA, eavesdropping.pdf نسخة محفوظة 8 نوفمبر 2017 على موقع واي باك مشين., Page 61, "German Police Decrypts, ZIP/G.P.D.353/14.9.41. Decrypt No.1 is from the Senior Commander of the SS and Police in Southern Russia to Heinrich Himmler, the Chiefs of the Order and Secret Police and the Himmler’s staff. (Source: [National Archives and Records Administration] (NARA), RG 457, Box 1386)" "نسخة مؤرشفة" (PDF). مؤرشف من الأصل في 2017-11-08. اطلع عليه بتاريخ 2019-12-04.{{استشهاد ويب}}:  صيانة الاستشهاد: BOT: original URL status unknown (link)
10. Robert J. Hanyok, CENTER FOR CRYPTOLOGIC HISTORY NATIONAL SECURITY AGENCY (2005). "Eavesdropping on Hell: Historical Guide to Western Communications Intelligence and the Holocaust, 1939-1945" (PDF) (ط. Second). National Security Agency, United States Government. مؤرشف من الأصل (PDF) في 2014-06-19. اطلع عليه بتاريخ 2011-03-20.
UNITED STATES CRYPTOLOGIC HISTORY, Series IV, Volume 9
The message is on page 52
"Decrypt of Police message [National Archives and Records Administration] (NARA), RG 457, HCC, Box 1386)"
11. Hanyok, NSA, eavesdropping.pdf, Page 61, "German Police Decrypts, ZIP/G.P.D.353/14.9.41. Decrypt No.1 is from the Senior Commander of the SS and Police in Southern Russia to Heinrich Himmler, the Chiefs of the Order and Secret Police and the Himmler’s staff. (Source: [National Archives and Records Administration] (NARA), RG 457, Box 1386)" نسخة محفوظة 8 نوفمبر 2017 على موقع واي باك مشين.